# Agraecia vittipes
Agraecia vittipes är en insektsart som beskrevs av Ludwig Redtenbacher 1891. Agraecia vittipes ingår i släktet Agraecia och familjen vårtbitare. Inga underarter finns listade i Catalogue of Life.